# Cursus publicus

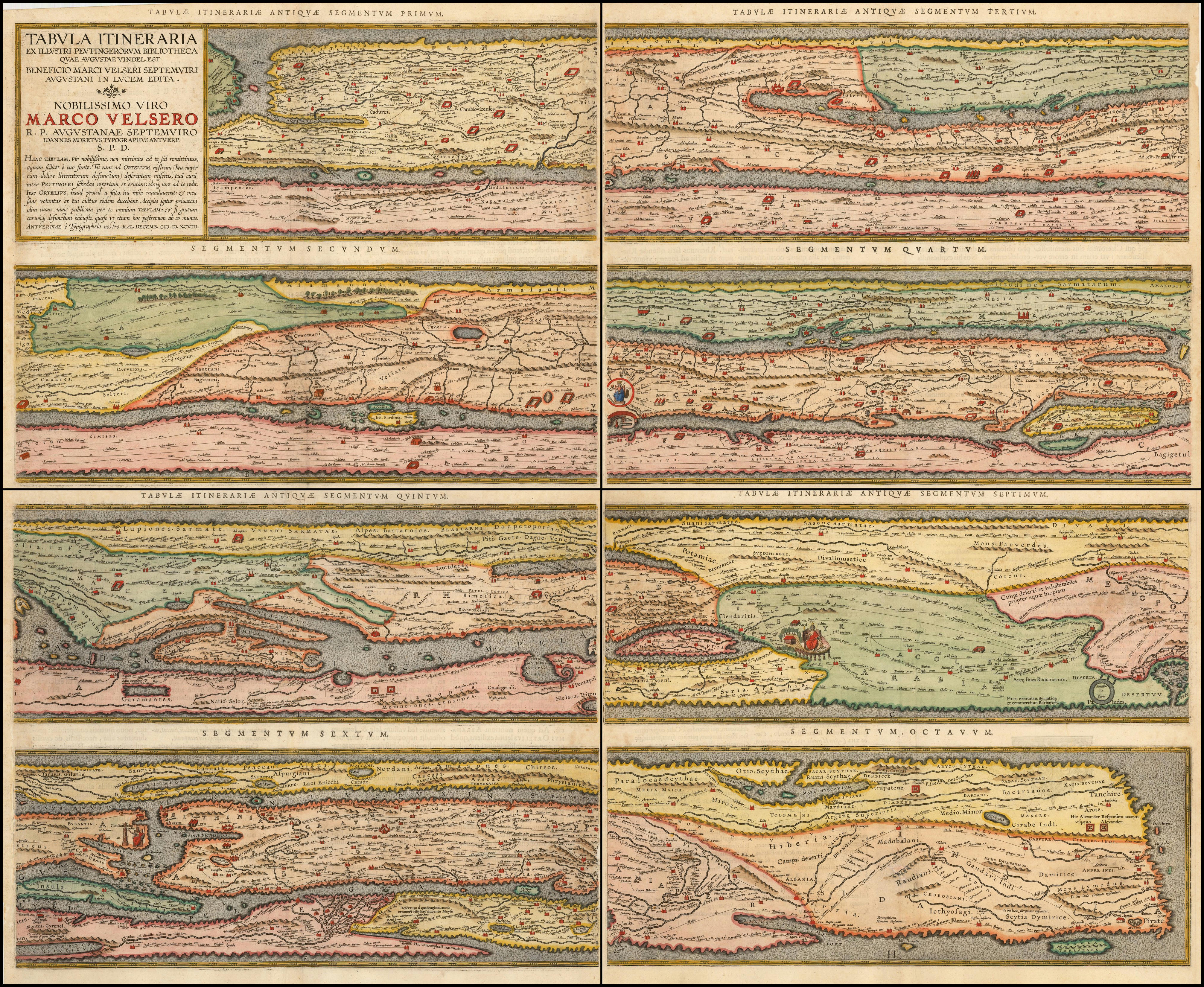
Cursus publicus shown in the Tabula Peutingeriana

Cursus publicus was de infrastructuur van de vervoers- en postdienst in het Romeinse Rijk.
De dienst werd vrijwel zeker door keizer Augustus opgericht om berichten, belastingopbrengsten en rijksfunctionarissen op een efficiënte manier te vervoeren. De belangrijke heerwegen werden op regelmatige afstanden voorzien van een halteplaats (statio) of fort (castellum), waar paarden konden worden gewisseld en reparaties aan koetsen en karren konden worden uitgevoerd. Een door de keizer getekend papier (diploma) was noodzakelijk om van deze wegen gebruik te mogen maken. De koeriers te paard waren meestal legionairs en de koetsen werden gebruikt door magistraten.
De Romeinen baseerden hun koeriersdienst op het systeem dat werd gebruikt in het Perzische Rijk. Keizer Augustus gebruikte in eerste instantie hetzelfde systeem als de Perzen, waarbij op de halteplaatsen de berichten aan een andere koerier werden doorgegeven, maar hij stapte al snel over op een systeem waarbij dezelfde koerier steeds van paard verwisselde. Dit was efficiënter omdat zo de koerier zelf, die de berichten van de verzender had ontvangen, naar nadere informatie kon worden gevraagd. De transportsnelheid was wel iets lager, maar de berichtgeving was veiliger en betrouwbaarder.
De gemiddelde snelheid van het systeem lag tussen 40 en 75 Romeinse mijl per dag, maar hogere snelheden kwamen ook voor: in 9 v.Chr. reisde de latere keizer Tiberius in 3 dagen vanuit Gallië naar Germanië (900 km) om zijn stervende broer Drusus te bezoeken.